# Slåttjärnen (Hammerdals socken, Jämtland, 704910-149046)
Slåttjärnen är en sjö i Strömsunds kommun i Jämtland och ingår i Indalsälvens huvudavrinningsområde.